# Keystone B-4
Pour les articles homonymes, voir B4.
Le Keystone B-4 est un bombardier biplan construit pour l'United States Army Air Corps dans les années 1930.

## Conception et développement
Le B-4 est initialement commandé par l'United States Army Air Corps en tant que bombardier léger LB-13. Lorsque la désignations en « LB- » (Light Bomber) sont abandonnées en 1930, les cinq premiers appareils deviennent les Y1B-4. Les désignations « Y1B- » indiquent que les fonds nécessaires à la conception ne viennent pas des fonds annuels ordinaires.
Le premier B-3A (serial 30-281) est converti en Y1B-4 via l'installation de moteurs en étoile Pratt & Whitney R-1860-7 et de pneus à basse pression. À cause des moteurs plus puissants, les performances du Y1B-4 sont nettement meilleures que celles du B-3 ; cependant, la seule différence majeure entre les deux avions sont leurs moteurs. Le 28 avril 1931, l'armée commande 25 Y1B-4 améliorés et renommés B-4A ; 39 B-6A, dont la seule différence est la motorisation, sont commandés au même moment. C'est la dernière commande de bombardiers biplans passée par l'Army Air Corps ; les B-4 sont livrés entre janvier et avril 1932 et sont les derniers bombardier biplan livrés à l'Army Air Corps.

## Histoire opérationnelle
Les B-4 sont principalement utilisés comme avions d'observation et de reconnaissance à partir de 1934, avec l'arrivée du Martin B-10B, plus moderne. Quelques appareils restent en service au début des années 1940.

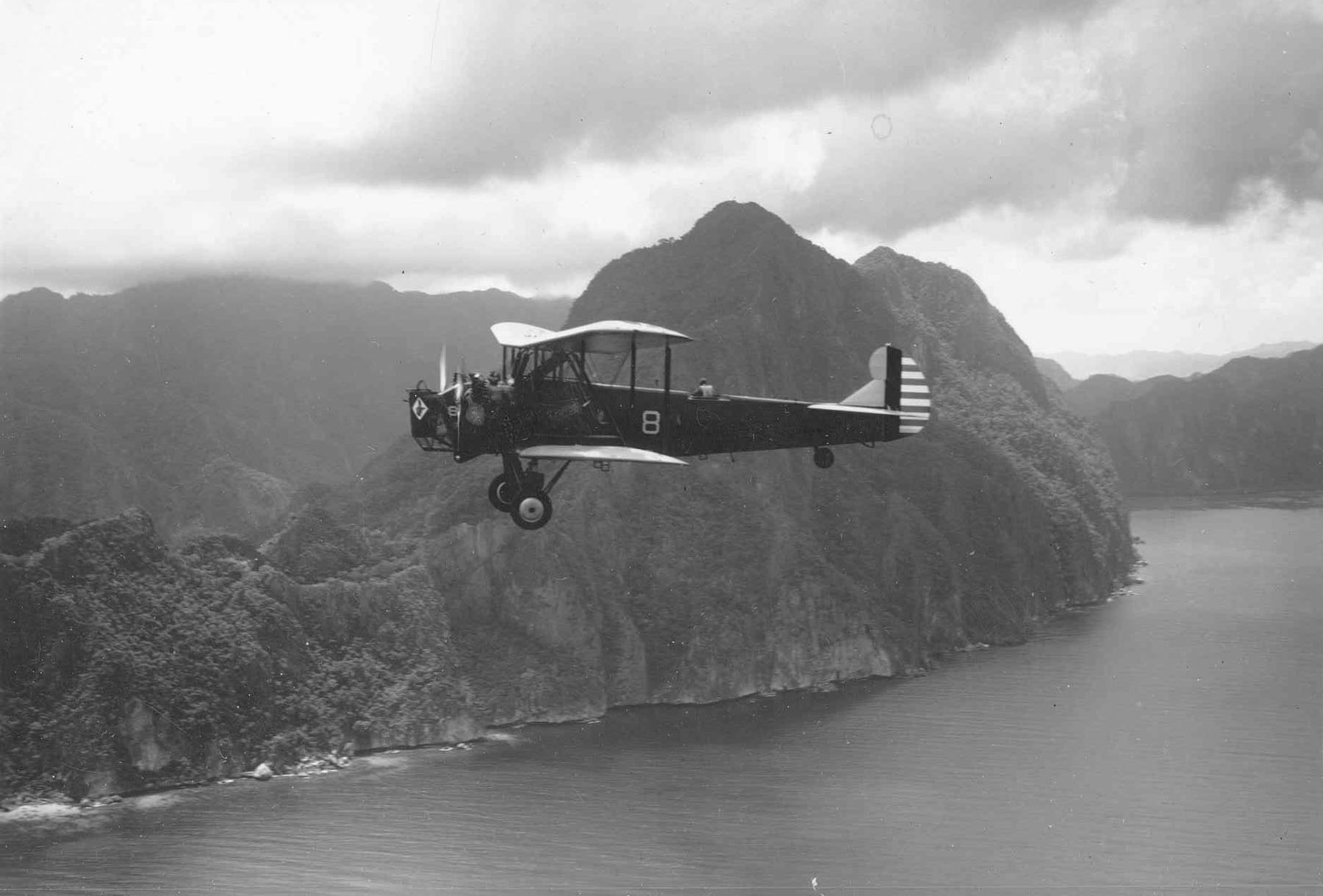
Un Keystone B-4A du 28th Bombardment Squadron en vol aux Philippines.

## Versions
LB-13sept appareils sont commandés mais livrés au standard Y1B-4 et Y1B-6 avec des moteurs différents.
Y1B-4cinq appareils de pré-production, initialement désignés LB-10 avec deux moteurs Pratt & Whitney R-1860-7 de 575 ch (429 kW) chacun.
B-4Aversion de production du Y1B-4 ; 25 appareils sont construits.